# Франц Адольф Ангальт-Бернбург-Шаумбург-Хоймский
Франц Адольф Ангальт-Бернбург-Шаумбург-Хоймский (нем. Franz Adolf von Anhalt-Bernburg-Schaumburg-Hoym; 7 июля 1724, Шаумбург — 22 апреля 1784, Галле) — принц из династии Асканиев, генерал прусской армии.

## Биография
Франц Адольф — сын князя Виктора I Амадея Адольфа Ангальт-Бернбург-Шаумбург-Хоймского и его первой супруги Шарлотты Луизы Изенбург-Бирштейнской, дочери графа Вильгельма Морица Изенбург-Бирштейнского. До рождения племянника Виктора в 1767 году считался наследным принцем Ангальт-Бернбург-Шаумбург-Хойма.
Поступив на службу в прусскую армию, Франц Адольф принимал участие в походах на Силезию. В 1759 году был назначен шефом Кальденского пехотного полка. В 1771 году получил звание генерал-лейтенанта инфантерии. Кавалер ордена Чёрного орла.

## Потомки
19 октября 1762 года в силезском Нидер-Кауффунге Франц Адольф сочетался браком с Марией Йозефой (1741—1785), дочерью графа Иоганна Вольфганга фон Гаслингена. Братья Франца Адольфа подали жалобу в Надворный совет с целью лишить его потомков от неравнородного брака права наследования по принятому в 1756 году династийному закону. Наследный совет отклонил жалобу и порекомендовал решить спор миром. Франц Адольф обратился с прошением по этому вопросу к королю Пруссии, но тот также дал отказ. В браке с Марией Йозефой родились:
- Виктор Фридрих (1764—1767)
- Шарлотта Луиза (1766—1776)
- Фридрих Франц Кристоф (1769—1807). Его морганатический брак с Каролиной Вестарп (1773—1818) дал начало роду графов фон Вестарп[нем.]
- Виктория Амалия Эрнестина (1772—1817), замужем за ландграфом Карлом Гессен-Филипстальским (1757—1793), затем за графом Францем Карлом Эдуардом фон Вимпфеном (1776—1842)
- Адольф Карл Альбрехт (1773—1776)
- Леопольд Людвиг (1775—1776)
- Мария Генриетта (1779—1780)